# ناوچه آب‌خاکی موتور
ناوچه آب‌خاکی موتور (به انگلیسی: Motor landing craft) یک کشتی است.